# 连江 (河流)

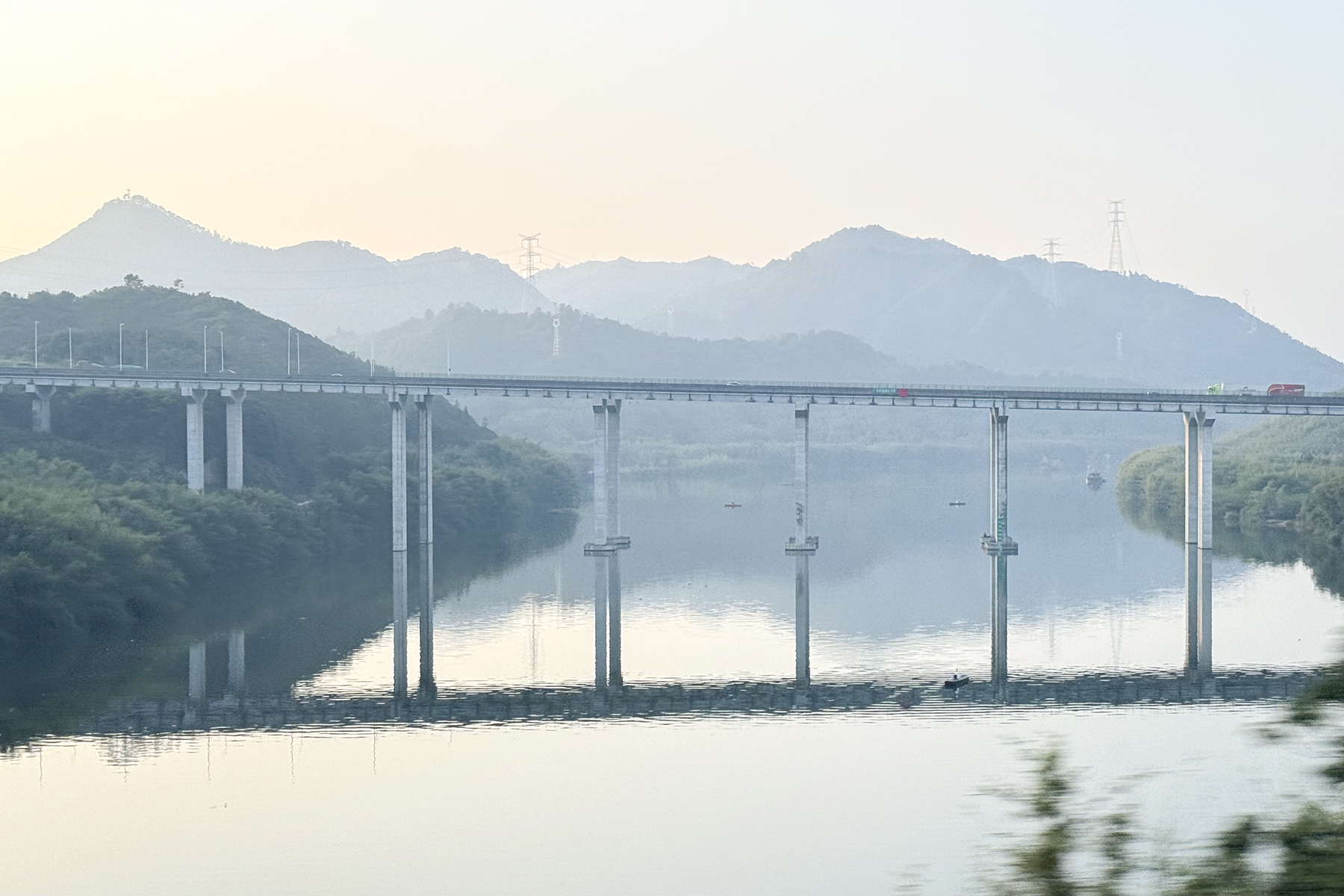
位于英德市连江口镇的连江

连江旧称“湟川”，是北江最大的支流，因此又称为小北江，发源于广东连州市星子圩磨面石，上段称东陂水，至连州市区后称连江，流域面积为10061平方公里，全长275公里，流经连州、阳山、英德三县市，在英德市连江口镇汇入北江。
连江汛期平均径流量84.04亿立方米，占全年径流量的81.3%。其干流是沟通连州、阳山、韶关、广州等主要水运航道。
至2003年，连江航道上共建有12座梯级水坝，从上游往下分别为马面滩、界滩、黄牛滩、黄燕、花溪咀、较剪陂、青莲、青霜滩、蓑衣滩、黄茅峡、架石桥和西牛水坝，是中国国内水坝修建密集的一条河流。这些水坝加速了连江水质富营养化的进程, 影响连江渔业资源和水生生物多样性。